# Hoplitis jheringii
Hoplitis jheringii är en biart som först beskrevs av Adolpho Ducke 1898.  Hoplitis jheringii ingår i släktet gnagbin, och familjen buksamlarbin.

## Underarter
Arten delas in i följande underarter:
- H. j. hirundo
- H. j. jheringii
- H. j. urbica